# Tony Thompson (Boxer)
Tony Thompson (* 18. Oktober 1971 in Silver Spring, Maryland, USA als Anthony Tyrone Thompson) ist ein US-amerikanischer Schwergewichtsboxer.

## Laufbahn
Tony „The Tiger“ Thompson, Vater von sieben Kindern, begann erst im Alter von 27 Jahren mit dem Boxen und wurde schon wenig später, im Jahre 2000, als 28-Jähriger Profi. Obwohl er Rechtshänder ist, boxt er in der Rechtsauslage. Nachdem er seine ersten vier Kämpfe gewonnen hatte, verlor er gegen den damals ungeschlagenen und hoch gehandelten Eric Kirkland in vier Runden nach Punkten, seine erste und für die folgenden acht Jahre einzige Niederlage. Man sagt ihm gute Nehmerfähigkeiten nach, bis zur Niederlage gegen Wladimir Klitschko war Thompson nie am Boden.
2001 gewann Thompson dann gegen den ungeschlagenen Chester Hughes durch technischen K. o. in der ersten Runde, was viel Interesse an ihm weckte. Er verfügt aber trotz eines Gewichts von über 110 kg nur über eine durchschnittliche Schlagkraft. Da er effektiv, aber unspektakulär boxt und keine große Ausstrahlung besitzt, hatte er immer Schwierigkeiten, große Kämpfe zu bekommen. 2004 fügte er dem ungeschlagenen Kubaner Yanqui Díaz dessen erste Niederlage zu und besiegte Vaughn Bean recht klar nach Punkten. 2006 besiegte er den in den USA sehr bekannten Dominick Guinn.
Thompson war im Jahre 2006 mehrfach als Gegner von Luan Krasniqi im Gespräch, dieser sagte jedoch zweimal geplante Kämpfe ab. Thompson besiegte dann im Februar 2007 den Usbeken Timur Ibragimow (21-1), der bis dahin nur Calvin Brock unterlegen war.
Am 14. Juli 2007 boxte Tony Thompson schließlich in einem Ausscheidungskampf um den WM-Titel der WBO in Hamburg gegen Krasniqi und gewann in der fünften Runde durch technischen K. o. Durch diesen Sieg stieg er zum offiziellen Titelherausforderer des WBO-Verbandes auf. Da der damals amtierende WBO-Weltmeister Sultan Ibragimow seinen Titel zunächst gegen den Ex-Weltmeister Evander Holyfield verteidigte und den Gürtel dann in einem Vereinigungskampf an IBF-Weltmeister Wladimir Klitschko verlor, musste Thompson ein Jahr auf seine Titelchance warten. In der Zwischenzeit besiegte er Cliff Couser in zwei Runden.
Am 12. Juli 2008 verlor er in Hamburg gegen Klitschko im Kampf um die IBF- und WBO-Weltmeisterschaft im Schwergewicht durch einen K. o. in der elften Runde. Nachdem er in vorherigen Auftritten oft Deckungslücken offenbarte, überraschte er im Kampf gegen Klitschko mit einer guten Doppeldeckung, die Klitschko zu Beginn des Kampfes einige Probleme bereitete, so dass der Ukrainer mit seiner sonst dominierenden Führhand zunächst nur wenig Erfolg hatte. Stattdessen konzentrierte sich Klitschko darauf, mit dem vergleichsweise häufigen Einsatz der rechten Schlaghand die entscheidenden Wirkungstreffer zu landen. In der zweiten Kampfeshälfte ermüdete Thompson dann zusehends, und so gelang Klitschko in der elften Runde der KO-Erfolg.
Nach zwischenzeitlich fünf erfolgreichen Aufbaukämpfen, die Thompson jeweils durch technischen KO für sich entschied, fand am 7. Juli 2012 im Stade de Suisse in Bern ein Rückkampf gegen Klitschko statt, den er jedoch durch KO in Runde 6 verlor. Damit bestätigte Klitschko erneut seinen Weltmeistertitel. Am 23. Februar 2013 besiegte Tony Thompson bereits in der zweiten Runde überraschend den um zwölf Jahre jüngeren David Price durch TKO (Technischer Knockout).
Beim Schwergewichts-Rückkampf am 6. Juli 2013 besiegte Tony Thompson erneut David Price, diesmal in der fünften Runde. In den ersten Runden hatte Thompson Schwierigkeiten mit seinem Gegner, da Price ihn schön auf Distanz hielt und einige gute Treffer landete. Doch dann zwang Thompson mehrmals seinen müde werdenden Gegner zum Schlagabtausch in der Halbdistanz und konnte dadurch viele harte Schläge landen. In Runde fünf trieb Thompson schließlich seinen Gegner mit weiteren harten Schlägen vor sich her, bis er ihn am Ring stellen konnte und mit noch weiteren Schlägen massiv eindeckte. Schiedsrichter Marcus McDonnell unterbrach daraufhin den Kampf, zählte David Price stehend an und brach dann den Kampf ab.
Seinen bisher letzten Profi-Kampf bestritt Thompson am 5. März 2016 gegen Luis Ortiz. Er verlor durch K.O. in Runde 6.

## Sonstiges
Seinen Spitznamen "The Tiger" gaben ihm seine Kinder, basierend auf Tony Tiger, einer Werbefigur der Kellogg Company für deren „Frosties“-Frühstücksflocken.